# 바호 라스 리엔다스 델 아모르
《바호 라스 리엔다스 델 아모르》(스페인어: Bajo las riendas del amor)은 2007년 방영된 멕시코의 텔레노벨라이다.